# FA Cup 1890/91

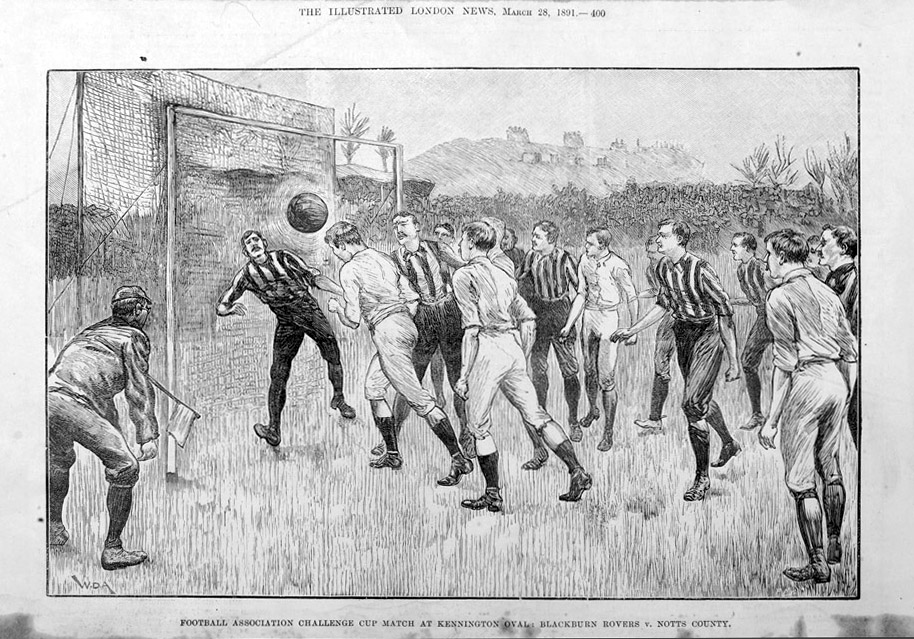
Illustration aus dem FA-Cup-Finale 1891.

Der FA Cup 1890/91 war die 20. Austragung des The Football Association Challenge Cup (meist als FA Cup bekannt).
Der Pokalwettbewerb startete mit der Qualifikation zwischen dem 27. September 1890 und dem 20. Dezember 1890 sowie anschließend mit der ersten Hauptrunde ab dem 17. Januar 1891. Sie endete mit dem Finalspiel im Kennington Oval in London am 21. März 1891 vor einer Kulisse von etwa 23.000 Zuschauern. Sieger des Wettbewerbs wurden zum fünften Mal die Blackburn Rovers. Unterlegener Finalist war Notts County.

## Wettbewerb

### Erste Hauptrunde
| Datum             |                          | Ergebnis |                           |
| ----------------- | ------------------------ | -------- | ------------------------- |
| 17. Januar 1891   | FC Accrington            | 2:2      | Bolton Wanderers          |
| 17. Januar 1891   | Aston Villa              | 13:1     | Casuals FC                |
| 17. Januar 1891   | FC Burnley               | 4:2      | Crewe Alexandra           |
| 17. Januar 1891   | FC Chester               | 1:0      | Lincoln City              |
| 17. Januar 1891   | FC Clapton               | 0:14     | Nottingham Forest         |
| 17. Januar 1891   | Crusaders FC             | 0:2      | Birmingham St. George’s   |
| 17. Januar 1891   | FC Darwen                | 3:1      | FC Kidderminster          |
| 17. Januar 1891   | Long Eaton Rangers       | 1:2      | Wolverhampton Wanderers   |
| 17. Januar 1891   | Middlesbrough Ironopolis | 1:2      | Blackburn Rovers          |
| 17. Januar 1891   | Royal Arsenal            | 1:2      | Derby County              |
| 17. Januar 1891   | Sheffield United         | 1:9      | Notts County              |
| 17. Januar 1891   | The Wednesday            | 12:0     | FC Halliwell              |
| 17. Januar 1891   | FC Stoke                 | 3:0      | Preston North End         |
| 17. Januar 1891   | AFC Sunderland           | 1:0      | FC Everton                |
| 17. Januar 1891   | Sunderland Albion        | 2:0      | 93rd Highland Regiment FC |
| nicht ausgetragen | West Bromwich Albion     |          | Old Westminsters FC       |

#### Wiederholungsspiele
| Datum           |                          | Ergebnis |                  |
| --------------- | ------------------------ | -------- | ---------------- |
| 24. Januar 1891 | FC Accrington            | 5:1      | Bolton Wanderers |
| 24. Januar 1891 | FC Darwen                | 13:0     | FC Kidderminster |
| 24. Januar 1891 | Middlesbrough Ironopolis | 0:3      | Blackburn Rovers |

### Zweite Hauptrunde
| Datum           |                         | Ergebnis |                         |
| --------------- | ----------------------- | -------- | ----------------------- |
| 31. Januar 1891 | FC Accrington           | 2:3      | Wolverhampton Wanderers |
| 31. Januar 1891 | Birmingham St. George’s | 0:3      | West Bromwich Albion    |
| 31. Januar 1891 | Blackburn Rovers        | 7:0      | FC Chester              |
| 31. Januar 1891 | FC Darwen               | 0:2      | AFC Sunderland          |
| 31. Januar 1891 | Derby County            | 2:3      | The Wednesday           |
| 31. Januar 1891 | Notts County            | 2:1      | FC Burnley              |
| 31. Januar 1891 | FC Stoke                | 3:0      | Aston Villa             |
| 31. Januar 1891 | Sunderland Albion       | 1:1      | Nottingham Forest       |

#### Wiederholungsspiele
| Datum            |                   | Ergebnis |                   |
| ---------------- | ----------------- | -------- | ----------------- |
| 7. Februar 1891  | Nottingham Forest | 3:3      | Sunderland Albion |
| 11. Februar 1891 | Nottingham Forest | 5:0      | Sunderland Albion |

### Dritte Hauptrunde
| Datum            |                  | Ergebnis |                         |
| ---------------- | ---------------- | -------- | ----------------------- |
| 14. Februar 1891 | Blackburn Rovers | 2:0      | Wolverhampton Wanderers |
| 14. Februar 1891 | Notts County     | 1:0      | FC Stoke                |
| 14. Februar 1891 | The Wednesday    | 0:2      | West Bromwich Albion    |
| 14. Februar 1891 | AFC Sunderland   | 4:0      | Nottingham Forest       |

### Halbfinale
Die ersten beiden Spiele wurden am 28. Februar 1891 und das Wiederholungsspiel am 11. März 1891 ausgetragen.
|                  | Ergebnis |                      | Ort            |
| ---------------- | -------- | -------------------- | -------------- |
| Blackburn Rovers | 3:2      | West Bromwich Albion | Stoke-on-Trent |
| Notts County     | 3:3      | AFC Sunderland       | Sheffield      |

#### Wiederholungsspiele
|              | Ergebnis |                | Ort       |
| ------------ | -------- | -------------- | --------- |
| Notts County | 2:0      | AFC Sunderland | Sheffield |

### Finale
| Blackburn Rovers                                   | Blackburn Rovers | Notts County | Notts County |
| -------------------------------------------------- | --- | --- | ------------ |
| Blackburn Rovers                                   | \| Finale \| \| Samstag, 21. März 1891 in London (Kennington Oval) \| \| Ergebnis: 3:1 \| \| Zuschauer: 23.000 \| \| Schiedsrichter: Charles J. Hughes \| \| Spielbericht \| | \| Finale \| \| Samstag, 21. März 1891 in London (Kennington Oval) \| \| Ergebnis: 3:1 \| \| Zuschauer: 23.000 \| \| Schiedsrichter: Charles J. Hughes \| \| Spielbericht \| | Notts County |
| Blackburn Rovers                                   | Rowland Pennington – Tom Brandon, John Forbes – John Barton, Geordie Dewar, Jimmy Forrest – Joe Lofthouse, Nat Walton, Jack Southworth, Coombe Hall, William Townley         | James Thraves – Sandy Ferguson, Jack Hendry – Archie Osborne, Davie Calderhead, Alf Shelton – Andrew McGregor, Tom McInnes, James Oswald, William Locker, Harry Daft         | Notts County |
| Blackburn Rovers                                   | Geordie Dewar Jack Southworth William Townley | James Oswald | Notts County |
| Finale                                             | | |              |
| Samstag, 21. März 1891 in London (Kennington Oval) | | |              |
| Ergebnis: 3:1                                      | | |              |
| Zuschauer: 23.000                                  | | |              |
| Schiedsrichter: Charles J. Hughes                  | | |              |
| Spielbericht                                       | | |              |